# Denise Bidot
Denise Bidot (Miami, Florida; 13 de junio de 1986) es una modelo de talla grande estadounidense.

## Primeros años
Nació en Miami (Florida) en junio de 1986. Su madre es de ascendencia puertorriqueña mientras que su padre lo es de ascendencia kuwaití. La madre de Bidot ganó un concurso de belleza y aspiraba a convertirse en modelo profesional, pero tuvo serios problemas para triunfar en la industria debido a su figura de talla grande, y no estaba logrando perder peso. Bidot había comenzado a actuar a la edad de 12 años; luego comenzó a viajar a California a la edad de 18 para seguir una carrera como actriz. Se acabaría enfrentando a los mismos desafíos que su madre en el pasado, cuando le dijeron que perdiera peso para poder hacerlo en la actuación. Tras dejar la actuación, comenzó a trabajar como maquilladora.

## Carrera de modelo
Mientras trabajaba como maquilladora, Bidot fue descubierta por un fotógrafo que le animó y mostró el potencial para trazar una carrera dentro del mundo del modelaje, distinto al usual de las grandes marcas, y con mercado en el espacio de las tallas grandes. En 2014, Bidot se convirtió en la primera modelo de talla grande en desfilar por la pasarela, con dos marcas distintas, durante la New York Fashion Week. Bidot ha trabajado para clientes como Nordstrom, Forever 21, Target Corporation, Old Navy, Lane Bryant, Levi's o Macy's. También ha aparecido en varios programas de televisión, incluidos Curvy Girls de NuvoTV, Habla Women de HBO o la serie web de Yahoo! Mama vs. Mama. También ha sido incluida en segmentos de los talk shows The Tyra Banks Show y The Real. En 2016, Bidot lanzó un movimiento de estilo de vida llamado "There Is No Wrong Way to Be a Woman" ("No hay forma incorrecta de ser mujer"). Bidot fue una de las modelos destacados en el documental de 2016 Straight / Curve. En diciembre de 2016, la foto de Bidot de ella con un traje de baño de dos piezas en la nueva campaña publicitaria de la colección de complejos turísticos de Lane Bryant, con una foto sin retoques que mostraba sus estrías, se volvió viral en cuestión de horas. En 2018, Bidot se unió al concurso de belleza y reality show de Univision, Nuestra Belleza Latina, como una de las jueces principales.

## Vida personal
Bidot comenzó a salir con el rapero Lil Wayne en junio de 2020. La pareja se casó oficialmente en abril de 2021. Bidot también tiene una hija llamada Joselyn Adams (n. 2008) de una relación anterior.